# Johanne Cathrine Krebs

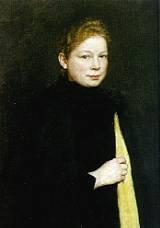
Selbstporträt Johanne Cathrine Krebs (um 1890)

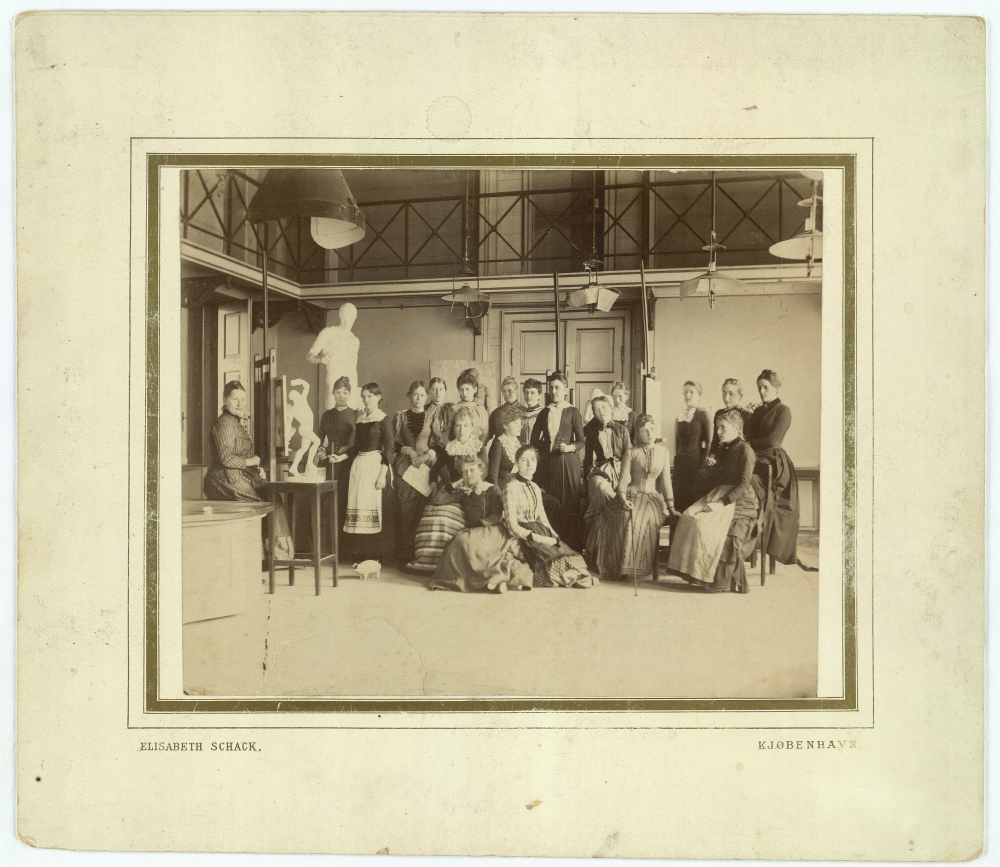
Kvindeakademiet (Die Frauenakademie). Auf dem Bild sind unter anderem: Johanne Krebs, Blenda Persson, Marie Henriques, 1885

Johanne Cathrine Krebs (* 21. April 1848 in Byrum (Læsø), Dänemark; † 1. April 1924 in Kopenhagen, Dänemark) war eine dänische Malerin und Frauenrechtlerin. Sie war aktiv bei dem Aufbau der Frauenabteilung der Königlich Dänischen Akademie der Schönen Künste.

## Leben und Werk

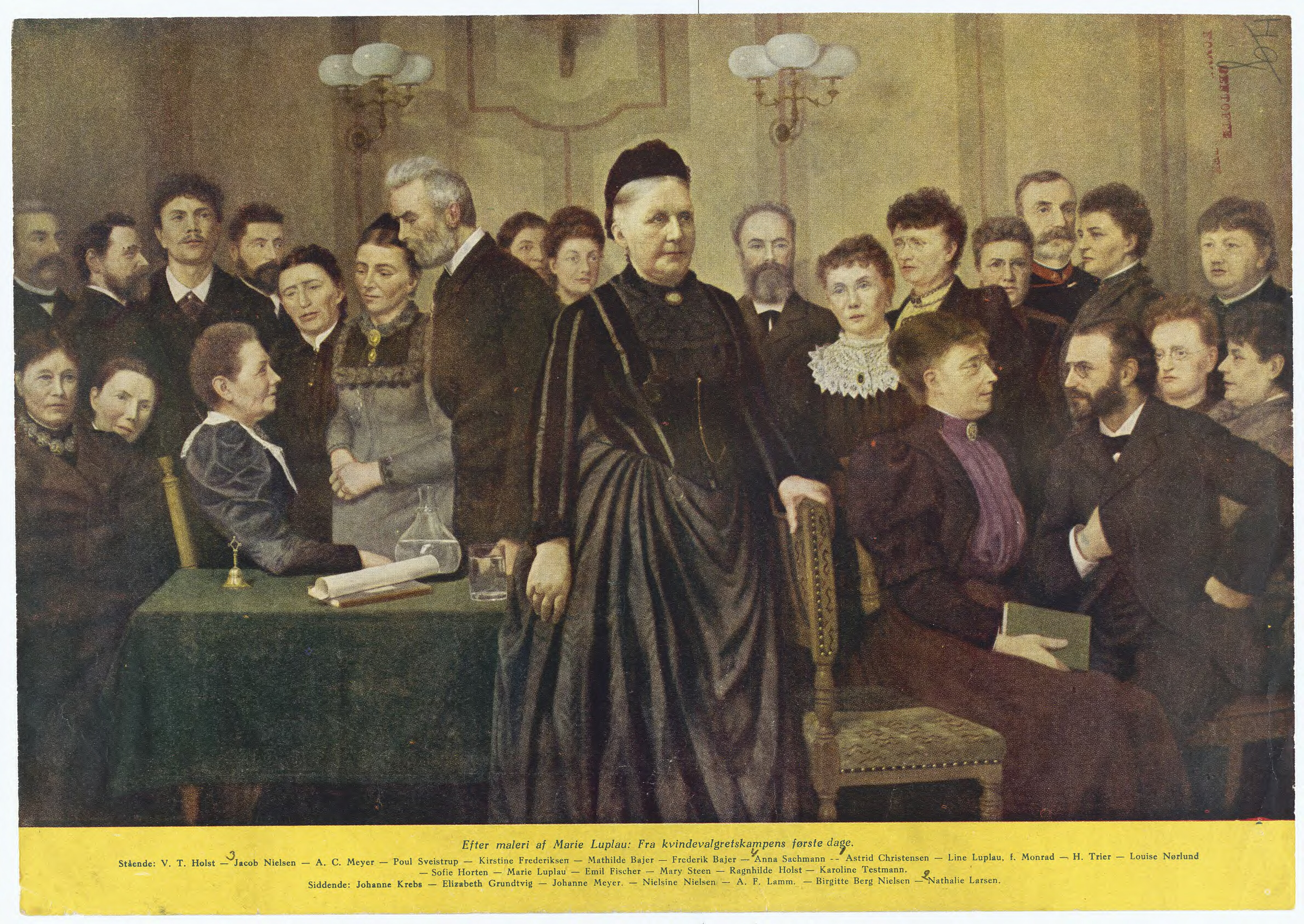
Johanne Krebs links sitzend auf einem Gemälde von Marie Luplau Fra kvindevalgretskampens første dage, 1871

Krebs war eine Tochter von sieben Kindern der Schriftstellerin Anna Margrethe Borch und des Arztes und Sozialökonomen Frederik Christian Krebs. Ihr Vater war mit den Malern P. C. Skovgaard und Johan Thomas Lundbye befreundet. Sie wurde von 1869 bis 1871 Schülerin von Skovgaard und 1873 bei Vilhelm Kyhn an dessen privater Zeichenschule. Zu dieser Zeit konnte sie sich nicht an der Königlich Dänischen Akademie der Schönen Künste (Det Kongelige Danske Kunstakademi) einschreiben, da Frauen dort nicht zugelassen waren. Künstlerinnen durften ausschließlich an kostenpflichtigen privaten Zeichen- und Malschulen studieren.
Wie viele andere Künstlerinnen ging sie nach München, wo es bessere Studienmöglichkeiten für Frauen gab, und wurde hier von 1875 bis 1877 von dem norwegischen Maler Eilif Peterssen angeleitet und freundete sich mit Henrik Ibsen und seiner Frau Suzannah Ibsen an. Von 1880 bis 1881 studierte sie an der Zeichenschule für Frauen Tegneskolen for kvinder und 1880 debütierte sie auf der Charlottenborgs Frühlingsausstellung, wo sie bis 1895 achtmal ausstellte. Von 1891 bis zu ihrem Tod 1924 war sie mit wenigen Ausnahmen auf der Den Frie Udstilling vertreten, die sie 1891 als dänische Künstlervereinigung mitbegründete, um eine Alternative zur zensierten Frühjahrsausstellung in Charlottenborg zu schaffen.

## Initiativen für die Aufnahme von Frauen in die Königlich Dänische Akademie der Schönen Künste
Krebs setzte sich für die Gleichberechtigung der Frau ein. Sie fand, dass sowohl Frauen als auch Männer Zugang zur professionellen Ausbildung an der Akademie der bildenden Künste haben sollten. Sie schrieb Artikel über die Gleichstellung der Geschlechter in den Zeitschriften Politiken und Kvinden og Samfundet. Anfang 1888 schrieb Krebs einen Artikel für die dänische Zeitung Politiken, in dem sie feststellte, dass die bestehende private Frauenschule der dänischen Frauengesellschaft kein Ersatz für die Aufnahme von Frauen in die Königlich Dänische Akademie der Schönen Künste sei.
Der Chefredakteur von Politiken, Viggo Hørup, unterstützte ihre Forderung und gewährte wie Morgenbladet eine Kolumne in der Zeitung für eine Debatte darüber. Mehrere Mitglieder des Reichstags, darunter Frederik Bajer, unterstützten Krebs und im Oktober 1888 wurde beschlossen, eine Kunstschule für Frauen zu gründen, die der Akademie der Bildenden Künste angehörte.
Ende 1888 wurde die Kunstakademiets Kunstskole for Kvinder eröffnet, die Frauen den Zugang zum Unterricht an der Akademie ermöglichte. Die Schule war in der Amaliegade 30 untergebracht, und Krebs war dort als Schulinspektorin bis 1908 tätig, als die Schule mit den Schulen für männliche Studenten an der Det Kongelige Danske Kunstakademi zusammengelegt wurde. Krebs bekam die Stelle als Inspektorin, weil insgesamt 23 Künstlerinnen, darunter Anne Marie Carl Nielsen, zusammen mit Elise Konstantin-Hansen, Agnes Lunn, Marie Luplau, Emilie Mundt und Susette Holten, eine Petition über ihre Ernennung an den Akademierat geschickt hatten.
An der Akademie erhielt Krebs 1892 und 1898 Reisestipendien und besuchte Deutschland, Italien, Frankreich, England und die Niederlande. Neben Porträts malte sie vor allem in den letzten Jahren während ihrer wiederkehrenden Sommeraufenthalte in Dalum Blumenbilder und Landschaften und vor allem Interieurs aus Pfarrhäusern und Pfarrgärten.
Sie starb am 1. April 1924 in Kopenhagen.

## Ausstellungen (Auswahl)
- 1880 bis 1895: Frühjahrsausstellung Charlottenborg
- 1891 bis 1924: Den Frie Udstilling
- 1891, 1892: München
- 1883: Nordische Kunstausstellung
- 1891: Kunstforeningen, Kopenhagen
- 1893: Weltausstellung Chicago
- 1895: Die Frauenausstellung aus Vergangenheit und Gegenwart
- 1900: Bronzemedaille, Exposition Universelle,f Paris
- 1901: Raadhusudstilling, Kopenhagen
- 1905: IX. Internationale Kunstausstellung, München
- 1920: Retrospektive Ausstellung weiblicher Künstler, Kopenhagen
- 1986: Hjørring Kunstmuseum
- 1991: Kvindemuseet ua Den Fries Künstlerinnen

## Werke (Auswahl)

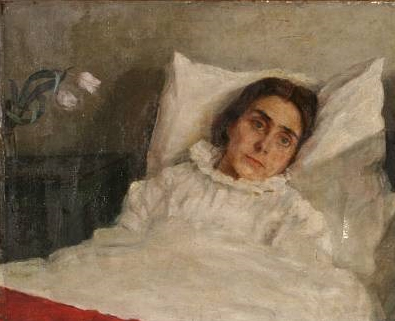
Kvinde i seng
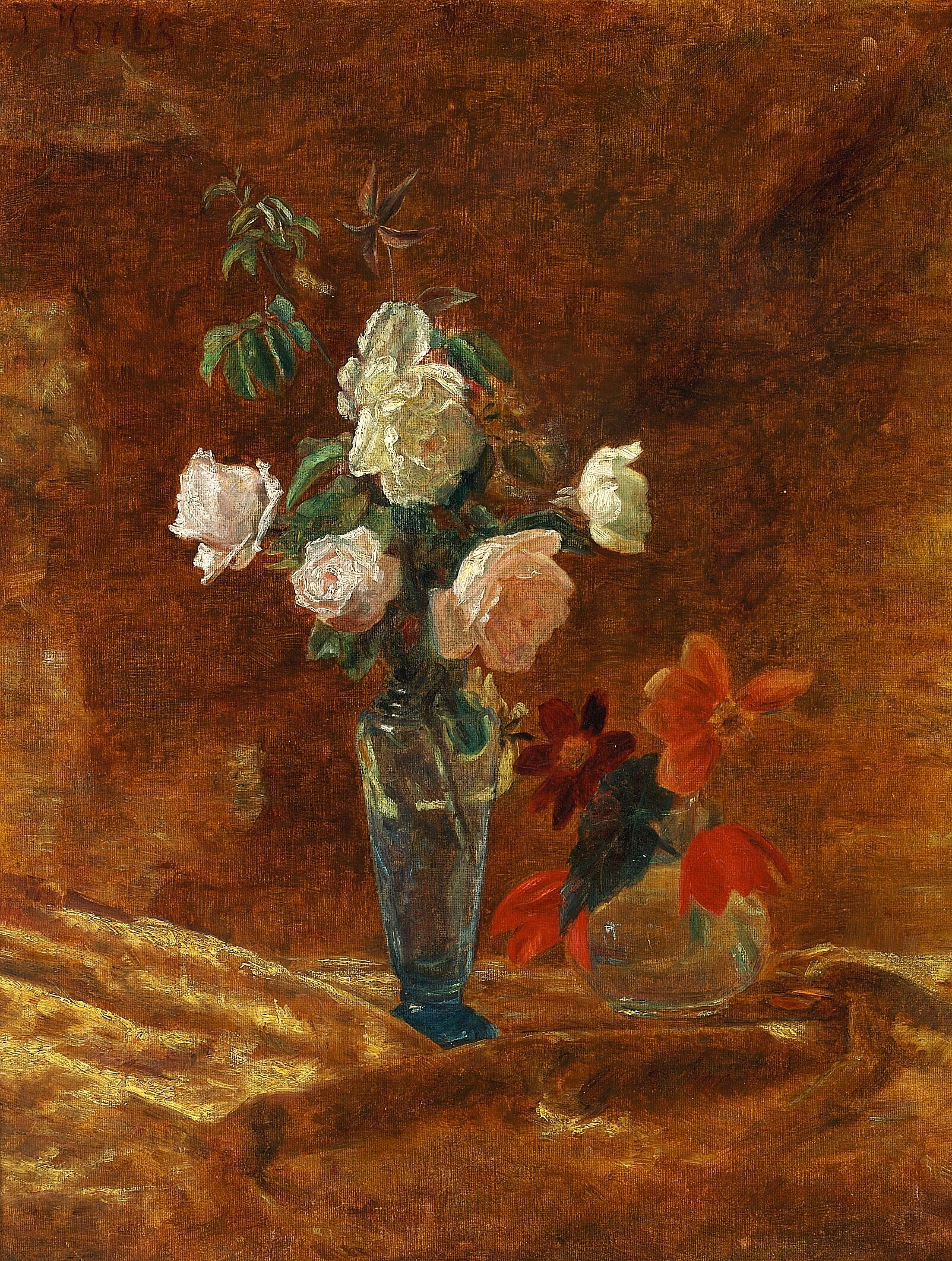
Opstilling med roser og andre blomster i vaser  (Arrangement mit Rosen und anderen Blumen in Vasen)
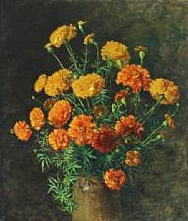
En buket blomster, 1918
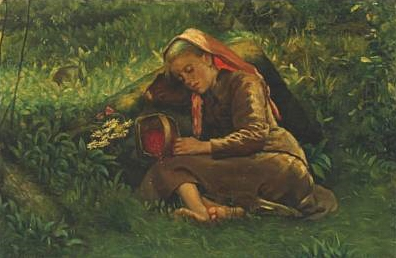
Sovende pige på skovbunden (Schlafendes Mädchen auf dem Waldboden)
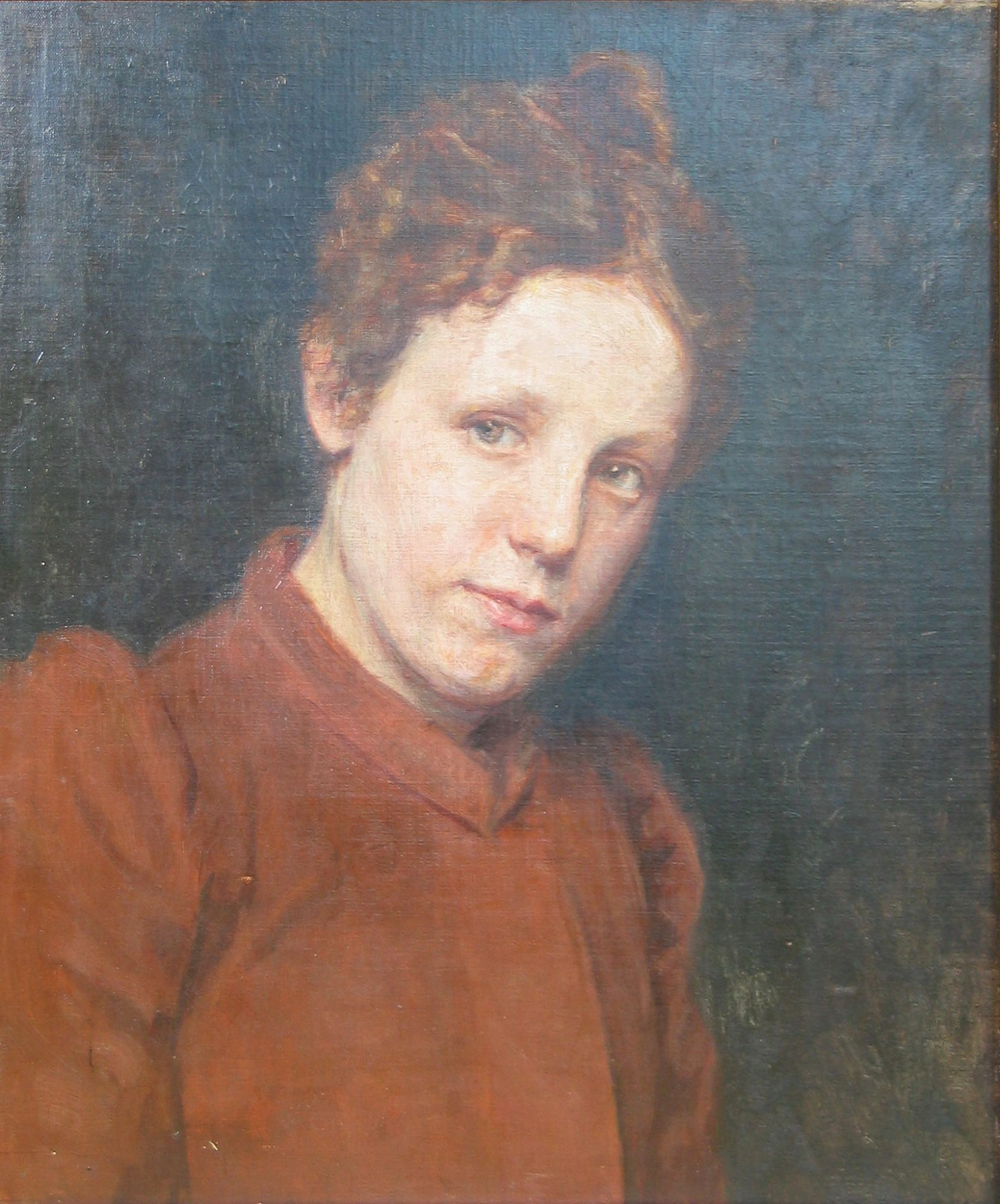
Kvindeportræt
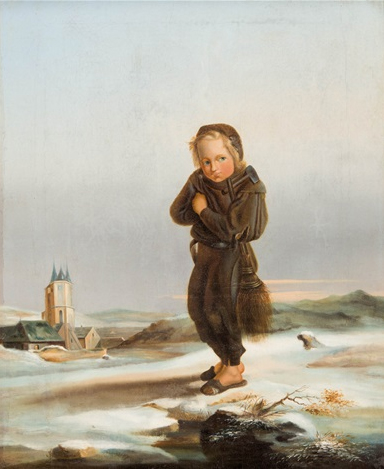
Lille pige i vinterlandskab (Kleines Mädchen in der Winterlandschaft)